# Markus Schleinzer
Markus Schleinzer (Vienna, 8 dicembre 1971) è un attore e regista austriaco.
Il suo film Michael è stato presentato in concorso al Festival di Cannes 2011.

## Filmografia parziale
- Michael (2011)
- Angelo (2018)
- La conferenza (Die Wannseekonferenz) (2022) - film per la televisione
- Io & Sissi (Sisi & Ich), regia di Frauke Finsterwalder (2023)